# F.K. Zenit Sankt Peterburg
Câu lạc bộ bóng đá Zenit (tiếng Anh: Football Club Zenit; tiếng Nga: Футбольный клуб «Зенит» phát âm [fʊdˈbolʲnɨj ˈkɫup zʲɪˈnʲit]), còn được biết đến với tên gọi Zenit Sankt Peterburg hoặc đơn giản là Zenit, là một câu lạc bộ bóng đá Nga đến từ thành phố Sankt-Peterburg. Được thành lập vào năm 1925 (hoặc vào năm 1914, theo một số nguồn tin của Nga), câu lạc bộ chơi ở Giải bóng đá Ngoại hạng Nga. Zenit vô địch Giải bóng đá Ngoại hạng Nga vào mùa giải 2007, 2010, 2011-12, 2014-15 và 2018-19, cũng như vô địch Cúp UEFA 2007-08 và Siêu cúp châu Âu 2008. Câu lạc bộ được sở hữu và tài trợ bởi tập đoàn Gazprom.

## Lịch sử

### Thời Spalletti
Luciano Spalletti đã ký hợp đồng với Zenit vào tháng 12 năm 2009, cùng với các trợ lý Daniele Baldini, Marco Domenichini và Alberto Bartali cũng tham gia vào thành phần ban huấn luyện của câu lạc bộ nước Nga.
Zenit đã giành cúp quốc gia Nga vào ngày 16 tháng 5 năm 2010 sau khi đánh bại Sibir Novosibirsk trong trận chung kết (trước đó đánh bại Volga Tver trong trận tứ kết và Amkar Perm trong trận bán kết). Sau 16 trận tại giải vô địch quốc gia Nga năm 2010, với 12 trận thắng và 4 trận hòa, Zenit đã giành được 40 điểm, lập kỷ lục mới tại giải Premier League của Nga. Trong kỳ chuyển nhượng mùa hè năm 2010, Spalletti đã mang về câu lạc bộ những bản hợp đồng đầu tiên của mình như tiền đạo Aleksandr Bukharov và tiền vệ Sergei Semak từ Rubin Kazan, hậu vệ Aleksandar Luković từ Udinese và Bruno Alves từ Porto.
Vào ngày 25 tháng 8 năm 2010, Zenit có thua trận đầu tiên dưới thời Spalletti truốc đội Auxerre của Pháp và không thành công trong việc cạnh tranh nhóm dự Champions League và phải tham dự Europa League. Ngày 3 tháng 10, Zenit đánh bại Spartak Nalchik để lập kỷ lục mới tại giải Premier League của Nga chuỗi các trận đấu liên tiếp bất bại, với 21 trận kể từ khi bắt đầu mùa giải. Tuy nhiên, vào ngày 27 tháng 10, Zenit đã nhận thất bại đầu tiên của mùa giải này dưới tay của đối thủ Spartak Moscow khi, chỉ còn 7 vòng đấu nữa là kết thúc giải vô địch qốc gia, qua đó đánh mất thành tích bất khả chiến bại. Vào ngày 14 tháng 11, Zenit đánh bại Rostov để giành danh hiệu vô địch trước hai trận đấu khi mùa giải kết thúc.
Zenit cũng đã vượt qua vòng đấu loại trực tiếp của Europa League 2010-11, sau đó đánh bại đội bóng của Thụy Sĩ, Young Boys ở vòng 1/16. Vào ngày 6 tháng 3 năm 2011, Zenit giành chiến thắng trước CSKA Moscow tại Siêu cúp Nga, danh hiệu thứ ba của đội bóng nước Nga dưới thời Spalletti. Tuy nhiên, vào ngày 17 tháng 3, Zenit bị loại khỏi Europa League, sau khi để thua đội bóng đến từ Hà Lan, Twente với tổng tỉ số 2-3 tại tứ kết.
Trong Champions Cup 2011-12, Zenit đã bắt đầu giai đoạn nhóm vào nhóm G cùng với Porto, Shakhtar Donetsk và APOEL. Vào ngày 6 tháng 12 năm 2011, đội đã hoàn thành vòng bảng ở vị trí thứ hai và lần đầu tiên trong lịch sử của câu lạc bộ đủ điều kiện tham dự vòng knockout của Champions League. Ở vòng 16, Zenit đối đầu với Benfica của Bồ Đào Nha, mặc dù giành chiến thắng 3-2 ở sân nhà nhờ hai bàn thắng của Roman Shirokov và một của Sergei Semak. Tuy nhiên, ở trận lượt về ở Lisbon, Zenit thua 0-2 và đã bị loại khỏi giải đấu.
Vào tháng 4 năm 2012, Zenit giành chức vô địch Nga lần 2 sau khi đánh bại Dynamo Moscow.

### Thời Villas-Boas
Sau một loạt các kết quả đáng thất vọng ở cả Champions League và giải Premier League, Spalletti đã bị sa thải vào ngày 11 tháng 3 năm 2014. Một tuần sau, câu lạc bộ thông báo họ đã đàm phán thành công một thỏa thuận kéo dài hai năm với André Villas-Boas, người đã bị sa thải cách đó vài tháng khi thất bại trong vai trò huấn luyện viên của Tottenham Hotspur ở Anh. Tại Europa League mùa giải 2014-15, Zenit đã bị Sevilla đánh bại trong trận tứ kết. Vào tháng 5 năm 2015, Zenit giành danh hiệu vô địch quốc gia đầu tiên tại giải vô địch bóng đá quốc gia Nga dưới quyền của Villas-Boas vào đêm trước ngày kỷ niệm 90 năm thành lập câu lạc bộ. Zenit sau đó đánh bại Lokomotiv Moscow vào năm 2015 trong trận tranh Siêu Cúp Nga sau khi hòa nhau 1-1 và giành chiến thắng 4-2 trên chấm phạt đền.
Sau đó vào năm 2015, Villas-Boas thông báo rằng ông sẽ rời câu lạc bộ sau khi mùa giải 2015-16 kết thúc. Tại Champions League năm 2015-16, Zenit đã bắt đầu chiến dịch ở vòng bảng và họ đã giành được thành tích nhất bảng đấu có sự góp mặt của Valencia, Lyon và Gent. Họ đã kết thúc giai đoạn vòng bảng với thành tích tốt nhất của hơn bao giờ hết, chiến thắng năm trong tổng số sáu trận đấu. Tuy nhiên, sau đó họ đã bị loại khỏi Cúp châu Âu ở vòng 16 khi thua câu lạc bộ của Bồ Đào Nha, Benfica.
Vào ngày 24 tháng 5 năm 2016 Villas-Boas rời câu lạc bộ vào cuối mùa giải, ngay sau đó Mircea Lucescu dược chỉ định HLV mới của Zenit.

### Thời Lucescu
Vào tháng 7 năm 2016, Zenit giành Siêu cúp Nga sau chiến thắng 1-01 trước CSKA Moscow.
Tại Europa League mùa giải 2016-17, Zenit bắt đầu giai đoạn ở bảng D cùng với Maccabi Tel-Aviv, AZ Alkmaar và Dundalk. Vào ngày 8 tháng 12 năm 2016, đội đã hoàn thành các trận ở vòng bảng ở vị trí đứng đầu và đủ điều kiện lọt vào giai đoạn knockout của Europa League. Ở vòng 1/32, Zenit phải đối mặt với câu lạc bộ của Bỉ, Anderlecht và bị loại sau tổng tỉ số 3-3 do luật bàn thắng trên sân khách. Trong giải vô địch quốc gia, màn trình diễn của Zenit vào sau kì nghỉ đông là quá thất vọng và vì vậy câu lạc bộ đã đứng thứ ba chung cuộc và lỡ mất cơ hội dự Champions League năm thứ hai liên tiếp. Zenit cũng bị loại ở vòng 1/16 bởi FC Anzhi Makhachkala với trận thua 0-4 tại Cúp quốc gia Nga. Mùa đầu tiên và cũng là cuối cùng của Mircea Lucescu là một sự thất vọng hoàn toàn bất chấp những mong đợi.

## Biểu trưng

### Lịch sử
- Từ năm 1925 đến 1936 biểu tượng lá cờ SWD "Stalinets" được sáng tác với ba đường thẳng đứng cùng dòng chữ "Stalinets". Thiết kế ban đầu là dải trung tâm là màu trắng, và hai dải ở rìa là màu xanh da trời. Đây được chọn làm logo đầu tiên của câu lạc bộ Zenit.
- Năm 1940, logo được thiết kế theo dạng mũi tên zenitovskih. Hình thức của logo với họa tiết nhấp nhô, nhưng tông màu vẫn giữ nguyên là trắng và xanh da trời. Chữ cuối "t", trong khi lúc nào cũng viết như một từ tiếng Latin «m» («m»).
- Giai đoạn 1978-1989, biểu tượng "Zenith" được thiết kế gọn gàng hơn, vẫn là hình dạng nghệ thuật giống như một mũi tên nhưng chữ Z theo bảng chữ Cyrillic của Nga đã thiết kế nhỏ gọn lại là đuôi của "mũi tên" và chữ "t" là đỉnh của mũi tên. Từ "Zenith" và mũi tên màu xanh da trời, bên trong màu trắng là nền hoặc có đôi khi ngược lại.
- Năm 1989 đến 1991, họa tiết mũi tên "zenitovskih" được thiết kệ lại màu sắc với màu chữ là xanh tím than còn nên vẫn là trắng nhưng thêm vào đó là dòng chữ "FC" và "Leningradsky". Các chữ có màu đen bao bọc xung quanh với dạng tròn. Ở phía trên cùng của vòng tròn là tàu vàng Admiralty. Bên dưới mũi tên được vẽ thêm hình một quả bóng.
- Từ năm 1991 đến 1996, các chi tiết dòng chữ bao quanh và quả bóng được xóa bỏ, giữ lại duy nhất mũi tên "zenitovskih".
- Năm 1998 đến 2013, câu lạc bộ quay về logo như giai đoạn 1989-1991, tuy nhiên logo giai đoạn ấy được thiết kế lại một lần nữa, và chỉ mang duy nhất hai tông màu xanh và trắng.
- Trong năm 2013, logo của câu lạc bộ đã xóa dòng chữ "FC" và "St. Petersburg". Loại bỏ hẳn vòng tròn xung quanh mũi tên, quả bóng và chiếc thuyền phía trên. Mũi tên đơn giản hóa, chữ thường được liên kết dọc theo cạnh trên và hình thành ranh giới trên của mũi tên. Dưới bên phải bổ sung vào năm thành lập của câu lạc bộ (1925).
- Vào năm 2015, sau khi đăng quang chức vô địch quốc gia lần thứ 5 trong lịch sử bao gồm 4 chức vô địch quốc gia Nga và 1 lần vô địch Liên Xô, câu lạc bộ được đính thêm 1 ngôi sao phía trên logo.

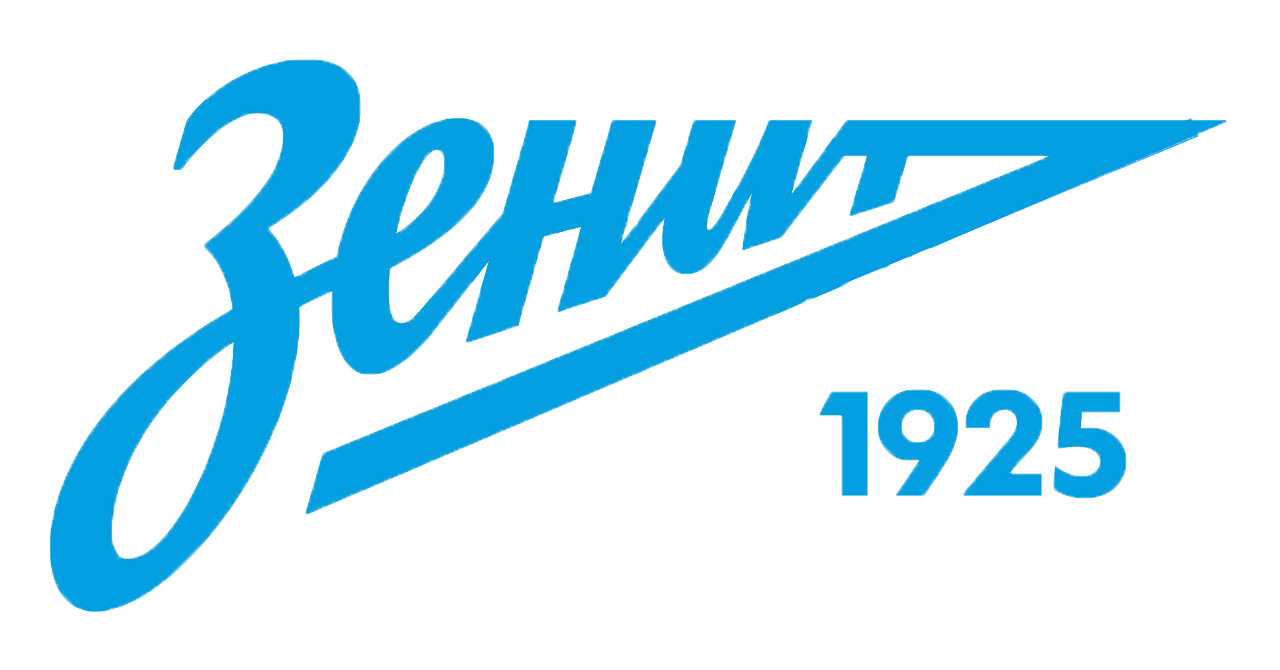
2013-2015
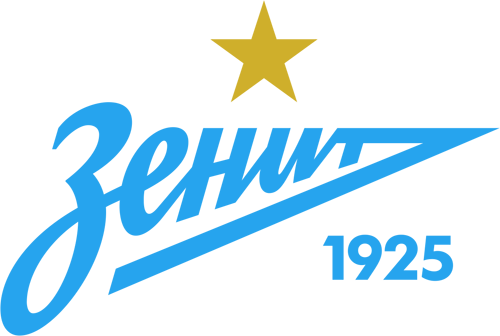
2015-2023
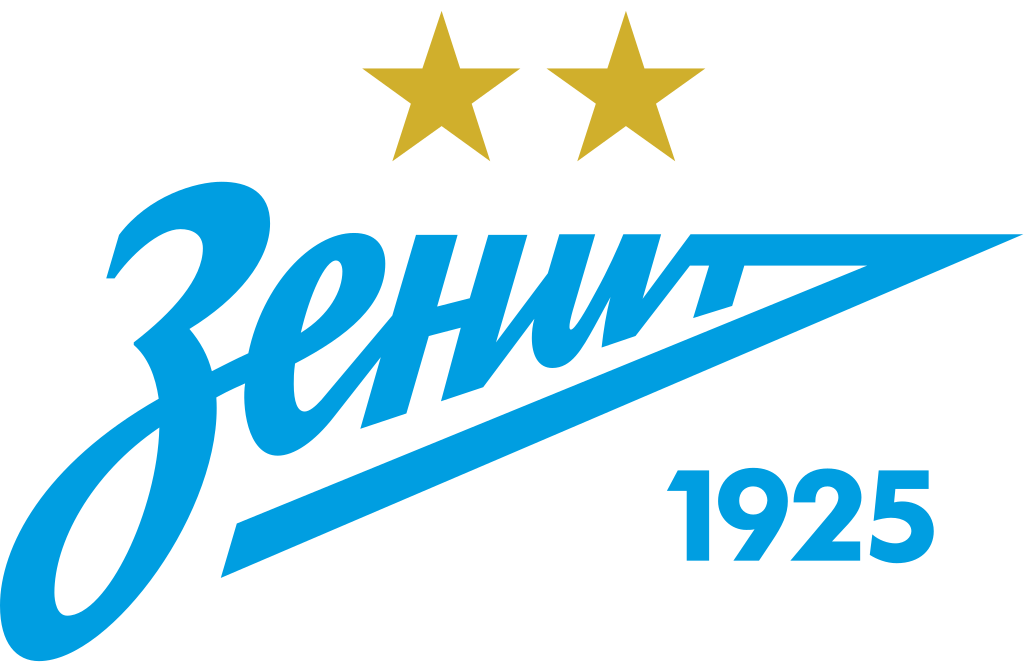
2023-nay

### Vụ scandal với tờ Daily Mail
Trong một vụ việc đang gây được chú ý trên mạng xã hội Twitter, tài khoản chính thức của câu lạc bộ Zenit St Petersburg đã lên tiếng đáp trả trực tiếp với Daily Mail sau khi tờ báo Anh này đăng tải một bài viết về 10 huy hiệu câu lạc bộ xấu xí nhất mọi thời đại, trong đó có huy hiệu của đội chủ sân Petrovsky.
Theo đánh giá của tờ báo này, huy hiệu của Zenit "chỉ là tên của CLB viết bằng bảng chữ cái tiếng Nga", Daily Mail còn liệt kê 9 huy hiệu khác trong danh sách những huy hiệu xấu nhất mọi thời đại của họ bao gồm: New York Red Bulls (Mỹ), Paços de Ferreira (Bồ Đào Nha), Newell's Old Boys (Argentina), Wolfsburg (Đức), Bohemians 1905 (Cộng hòa Séc), Napoli (Italia), Hamburg (Đức), Valenciennes (Pháp) và Melbourne Victory (Australia).
Không bằng lòng với đánh giá này, tài khoản chính thức của Zenit đã đáp lại Daily Mail bằng hình ảnh 10 huy hiệu báo chí xấu xí nhất mọi thời đại đó là logo của Daily Mail lặp lại 10 lần. Dòng tweet này đã nhận được tổng cộng gần 30.000 lượt thích và chia sẻ, gấp gần 8 lần con số của dòng tweet do Daily Mail đưa ra. Trong một nỗ lực cứu vớt hình ảnh của mình, Daily Mail cho biết họ đánh giá không cao huy hiệu hiện tại của Zenit chỉ vì họ thích huy hiệu cũ của đội bóng này hơn, nhưng Zenit cũng không phải dạng vừa và đáp lại điều tương tự cho Daily Mail.

## Tài trợ
Trong giai đoạn sau chiến tranh, cho đến năm 1990, câu lạc bộ được đặt dưới sự dìu dắt của các nhà máy Lomo (Gomza). Sau đó, các doanh nghiệp thành phố Leningrad của câu lạc bộ bóng đá Zenit đã được hình thành. Vào tháng 8 năm 1993, các cổ đông của câu lạc bộ Zenit: công ty thép xây dựng ХХ трест (80% cổ phần) và thành phố St. Petersburg (20%). Trong mùa giải 1994-1995 nhà tài trợ chung của câu lạc bộ là công ty sản xuất bia Балтика cùng số lượng cổ đông đến từ tập đoàn ХХ трест. Năm 2002, một phần lớn cổ phần đã được mua bởi Công ty cổ phần Банкирский дом ở Saint Petersburg. Vào mùa đông 2005/06 quyền sở hữu chính thức của câu lạc bộ thành thuộc về nhà tài trợ Gazprom, tập đoàn dầu khí lớn nhất nước Nga.
Từ năm 1998-2008, nhà tài trợ của Zenit là công ty truyền thông di động mang tên Северо-Западный GSM (sau này - MegaFon), tháng 10 năm 2012, một lần nữa MegaFont trở thành nhà tài trợ của câu lạc bộ cùng các công ty con khác nhau và thương hiệu của Gazprom cũng như  Speech, SOGAZ, Sibur.
Vào mùa thu năm 2013 câu lạc bộ bắt đầu hợp tác với loạt phim hoạt hình Smeshariki, cũng như với hãng phim nổi tiếng 20th Century Fox để làm series The Simpsons. Vào tháng 7 năm 2014, Zenit đã ký kết một thỏa thuận hợp tác với nhà tài trợ phương tiện máy bay.
Đối tác cao cấp hiện tại của câu lạc bộ là nhà tài trợ áo đấu Joma, ngoài ra còn những nhà tài trợ khác như Nissan, OBI, Rostelecom, Onega Shiping – những đối tác chính thức.

## Sân nhà

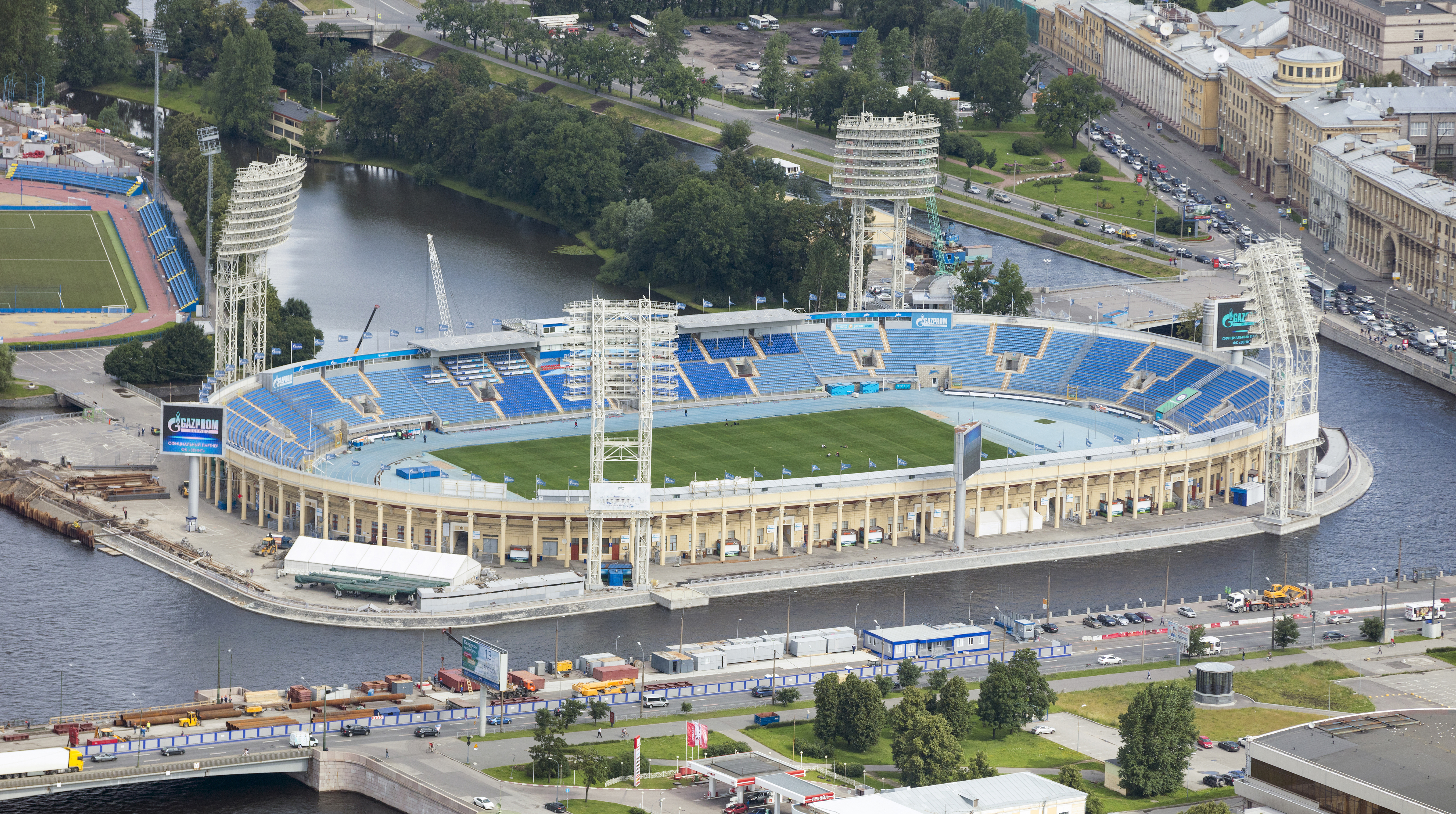
Sân Petrovsky.

Sân nhà trước kia của câu lạc bộ Zenit Saint Petersburg là sân vận động Petrovsky. Sân vận động ban đầu đặt tại vị trí này được thiết kế bởi kiến trúc sư người Séc, Aloise Wejwoda và được xây dựng vào năm 1924 và hoàn thành vào 1925. Trong chiến tranh thế giới thứ hai, sân vận động đã bị phá hủy hoàn toàn. Trong những năm 1957 đến 1961 sân được xây dựng lại gần như toàn bộ bởi các kiến trúc sư Baranov, Guryev và Fromzel. Lúc đó sức chưa tối đa của sân là 33.000 chỗ. Trước Thế vận hội Mùa Hè 1980, sân vận động Petrovsky đã trải qua quá trình xây dựng lại để nâng cấp sức chứa lớn hơn. Sân vận động này đã nhận được sự công nhận của thế giới kể từ năm 1994. Vào thời điểm đó, sau khi xây dựng lại lớn, chỗ ngồi đã được thay đổi để thiết kế thoải mái hơn với 21.405 chỗ ngồi. Tất cả các chỗ ngồi được làm bằng ghế nhựa bền không bị ảnh hưởng bởi thời tiết. Ghế có màu sắc khác nhau, tùy thuộc vào phần ghế và khoảng cách gần sân. Hiện nay sân Petrovsky là sân nhà của câu lạc bộ Tosno sau khi Zenit đã chuyển sang sân mới.
Sân nhà hiện nay của câu lạc bộ Zenit là sân vận động Krestovsky còn gọi là Zenit Arena  là một sân vận động đặt ở phần phía tây của đảo Krestovsky ở Saint Petersburg, Nga.

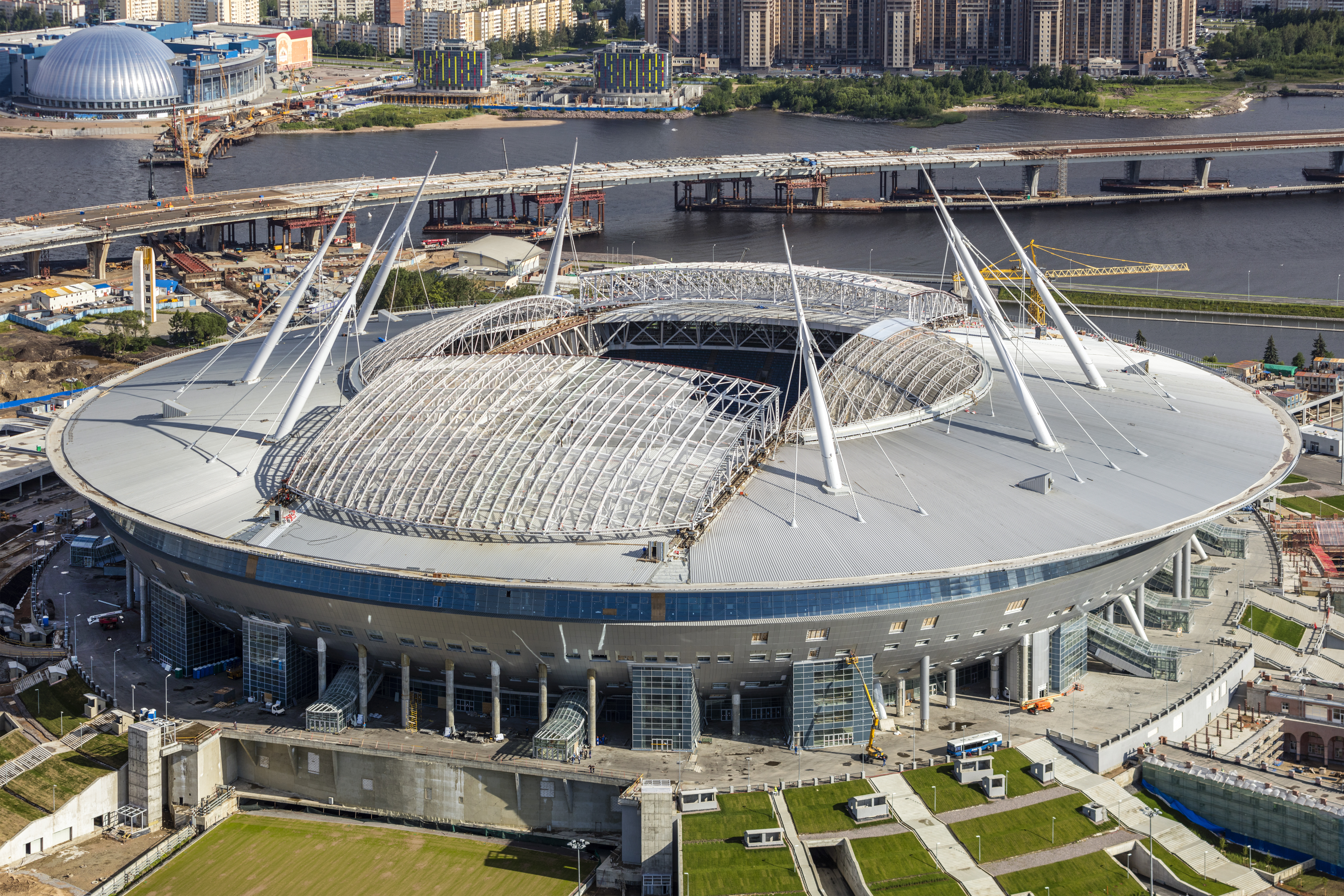
Sân Krestovsky.

Sân vận động này dự kiến được lên kế hoạch vào tháng 12 năm 2008, được thay đổi nâng cấp đến cuối năm 2011 và dự kiến khai trương vào năm 2017. Sân vận động sẽ có sức chưa lên đến 68.134 người. Sân vận động Krestosky đã chính thức trở thành sân nhà của Zenit kể từ mùa giải 2017-18, ngoài ra sân còn phục vụ cho giải FIFA Confederations Cup 2017 và FIFA World Cup 2018 khi Nga là nước chủ nhà.
Dự án kiến trúc của sân đã được giao cho nhà kiến trúc sư Kisho Kurokawa. Thiết kế của sân vận động là một phiên bản sửa đổi và mở rộng dựa theo phiên bản của sân vận động Toyota tại thành phố Toyota, Nhật Bản, cũng được thiết kế bởi kiến trúc sư Kurokawa. Sân vận động được xây dựng trên địa điểm nơi trước đây Kirov Stadium từng được xây dựng trước khi nó bị phá hủy.
Hiện sức chứa của sân vận động trong các trận đấu bóng đá là hơn 68.314 chỗ ngồi, đối với các sự kiện ca nhạc, hòa nhạc thì sức chứa của sân có thể lên đến hơn 80.000 chỗ ngồi. Chiều cao của sân vận động là 79 mét, nếu tính cả giá treo thì tổng chiều cao lên đến 110 mét. Sân bao gồm 9 tầng và tổng diện tích 287.600 m². Tất cả các chi phí xây dựng, sửa chữa, nâng cấp của sân theo báo cáo ban đầu lên đến 6,7 tỷ Rúp, tất cả các chi phí đều do tập đoàn Gazprom chi trả, nhưng sau đó những thông tin xuất hiện trong giới truyền thông cho rằng sân vận động đã được xây dựng cùng các chi phí theo ngân sách thành phố Saint Petersburg sẽ có giá lên tận 14 tỷ Rúp.

## Danh hiệu
- Siêu cúp châu Âu: 1
  - 2008
- Tập tin:UEFA Cup (adjusted).png UEFA Cup: 1
  - 2007-08
- Ngoại hạng Nga: 10
  - 1984, 2007, 2010, 2011–12, 2014–15, 2018–19, 2019–20, 2020–21, 2021–22, 2022–23
- Cúp quốc gia Nga: 5
  - 1944, 1998–99, 2009–10, 2015–16, 2019–20
- Siêu cúp nước Nga: 9
  - 1984, 2008, 2011, 2015, 2016, 2020, 2021, 2022, 2023
- Cúp Liên Đoàn Nga: 1
  - 2003
- Vô địch giải Liên Xô: 1
  - 1984
- Cúp quốc gia Liên Xô: 1
  - 1944
- Siêu cúp Liên Xô: 1
  - 1984

## Cầu thủ

### Đội hình hiện tại
Tính đến 5 tháng 3 năm 2023.
Ghi chú: Quốc kỳ chỉ đội tuyển quốc gia được xác định rõ trong điều lệ tư cách FIFA. Các cầu thủ có thể giữ hơn một quốc tịch ngoài FIFA.
| Số | VT | Quốc gia | Cầu thủ                     |
| -- | -- | -------- | --------------------------- |
| 1  | TM | Nga      | Aleksandr Vasyutin          |
| 2  | HV | Nga      | Dmitri Chistyakov           |
| 3  | HV | Brasil   | Douglas Santos (đội trưởng) |
| 4  | HV | Nga      | Danil Krugovoy              |
| 5  | TV | Colombia | Wilmar Barrios              |
| 7  | TV | Nga      | Zelimkhan Bakayev           |
| 8  | TV | Brasil   | Wendel                      |
| 10 | TV | Brasil   | Malcom                      |
| 11 | TV | Brasil   | Claudinho                   |
| 14 | TV | Nga      | Daler Kuzyayev              |
| 15 | HV | Nga      | Vyacheslav Karavayev        |
| 17 | TV | Nga      | Andrei Mostovoy             |

| Số | VT | Quốc gia   | Cầu thủ                               |
| -- | -- | ---------- | ------------------------------------- |
| 19 | TV | Nga        | Aleksei Sutormin                      |
| 21 | TV | Nga        | Aleksandr Yerokhin                    |
| 23 | HV | Nga        | Arsen Adamov                          |
| 28 | HV | Kazakhstan | Nuraly Alip                           |
| 30 | TĐ | Colombia   | Mateo Cassierra                       |
| 31 | TV | Brasil     | Gustavo Mantuan (mượn từ Corinthians) |
| 33 | TĐ | Nga        | Ivan Sergeyev                         |
| 41 | TM | Nga        | Mikhail Kerzhakov                     |
| 55 | HV | Brasil     | Rodrigão                              |
| 71 | TM | Nga        | Daniil Odoyevsky                      |
| 77 | HV | Brasil     | Robert Renan                          |
| 94 | TV | Nga        | Danila Kozlov                         |

### Danh sách đội trưởng CLB

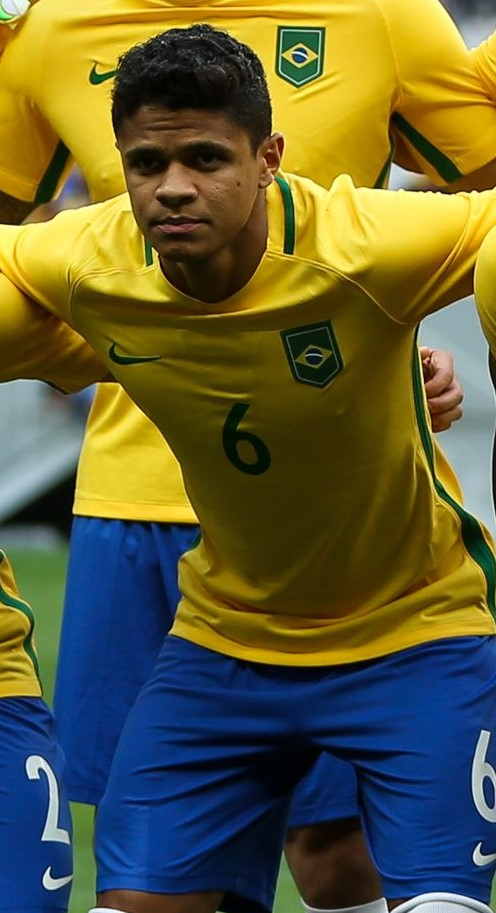
Douglas Santos, đội trưởng của Zenit hiện tại.

| Cầu thủ             | Giai đoạn |
| ------------------- | --------- |
| Aleksey Naumov      | 1992–1993 |
| Oleg Dmitriyev      | 1993–1994 |
| Vladimir Kulik      | 1995–1996 |
| Yuriy Vernydub      | 1997–2000 |
| Andrey Kobelev      | 2000–2001 |
| Aleksei Igonin      | 2001–2003 |
| Vladislav Radimov   | 2003–2007 |
| Andrey Arshavin     | 2007      |
| Erik Hagen          | 2007      |
| Anatoliy Tymoshchuk | 2007–2009 |
| Vyacheslav Malafeev | 2009      |
| Aleksandr Anyukov   | 2009–2012 |
| Vyacheslav Malafeev | 2012      |
| Danny               | 2012–2013 |
| Roman Shirokov      | 2013      |
| Danny               | 2014–2017 |
| Domenico Criscito   | 2017–2018 |
| Aleksandr Anyukov   | 2018–2019 |
| Branislav Ivanović  | 2019–2020 |
| Artem Dzyuba        | 2020      |
| Dejan Lovren        | 2020–2022 |
| Douglas Santos      | 2023–     |

## Đội dự bị
Đội dự bị của Zenit được biết tới với cái tên FC Zenit-2 St. Peterburg và FC Zenit-d St. Peterburg (Giải hạng ba Nga từ 1994-1997). Một đội khác cũng được thành lập với cá tên FC Lokomotiv-Zenit-2 St. Peterburg chơi cùng FC Zenit-2 St. Peterburg ở giải hạng 2 từ năm 2001 đến 2008.Vào năm 2008 không có bất cứ một sự liên quan nào giữa đội bóng này và FC Zenit. Một đội bóng làng khác tên FC Smena-Zenit St. Peterburg có lần đầu tiên dự giải hạng 2 Nga vào năm 2009, đổi tên từ F Zenit-2.

## Tổ chức

### Ban huấn luyện
| Vị trí                  | Tên                                                                                               |
| ----------------------- | ------------------------------------------------------------------------------------------------- |
| Huấn luyện viên trưởng  | Sergei Semak                                                                                      |
| Trợ lý huấn luyện viên  | Aleksandr Nizelik William Artur de Oliveira Igor Simutenkov Anatoliy Tymoshchuk Aleksandr Anyukov |
| Huấn luyện viên thủ môn | Mikhail Biryukov Yuri Zhevnov                                                                     |
| Huấn luyện viên thể lực | Ivan Carminati Andrea Scanavino Mariya Burova                                                     |
| Bác sĩ                  | Mikhail Grishin                                                                                   |

Nguồn: http://fc-zenit.ru/zenit/coaches/

|  |

### Ban lãnh đạo
| Vị trí                | Tên                  |
| --------------------- | -------------------- |
| Chủ tịch              | Alexander Medvedev   |
| Chủ tịch hội đồng     | Sergei Fursenko      |
| Giám đốc thể thao     | Konstantin Sarsaniya |
| Giám đốc thương mại   | Dmitry Mankin        |
| Giám đốc phát triển   | Rosteslav Leontiev   |
| Giám đốc quan hệ      | Zhanna Dembo         |
| Giám đốc an ninh      | Yuri Fedotov         |
| Giám đốc khu phức hợp | Vasily Kostrovsky    |
| Cố vấn                | Maxim Mitrofanov     |

Nguồn: http://fc-zenit.ru/zenit/coaches/